# Nuova Zelanda ai Giochi della XXVIII Olimpiade
La Nuova Zelanda partecipò ai Giochi della XXVIII Olimpiade, svoltisi ad Atene, Grecia, dal 13 al 29 agosto 2004, con una delegazione di 148 atleti impegnati in diciotto discipline.

## Medaglie
| Medaglia | Atleta                                          | Sport       | Evento                             |
| -------- | ----------------------------------------------- | ----------- | ---------------------------------- |
| Oro      | Caroline Evers-Swindell Georgina Evers-Swindell | Canottaggio | 2 di coppia femminile              |
| Oro      | Sarah Ulmer                                     | Ciclismo    | Inseguimento individuale femminile |
| Oro      | Hamish Carter                                   | Triathlon   | Gara maschile                      |
| Argento  | Bevan Docherty                                  | Triathlon   | Gara maschile                      |
| Argento  | Ben Fouhy                                       | Canoa/kayak | K1 1000 m maschile                 |

## Risultati

### Pallacanestro
- Uomini

| Atleta | Classifica |
| --- | ---------- |
| V · D · M Nazionale neozelandese - Pallacanestro ai Giochi della XXVIII Olimpiade - Torneo maschile 4 Dickel · 5 Winitana · 6 Penney · 7 Henare · 8 Jones · 9 Olson · 10 Boucher · 11 Cameron · 12 Marks · 13 Book · 14 Bradshaw · 15 Rampton · All. Tab Baldwin | 10°        |
| Nazionale neozelandese - Pallacanestro ai Giochi della XXVIII Olimpiade - Torneo maschile |            |
| 4 Dickel · 5 Winitana · 6 Penney · 7 Henare · 8 Jones · 9 Olson · 10 Boucher · 11 Cameron · 12 Marks · 13 Book · 14 Bradshaw · 15 Rampton · All. Tab Baldwin |            |

- Donne

| Atleta | Classifica |
| --- | ---------- |
| V · D · M Nazionale neozelandese - Pallacanestro ai Giochi della XXVIII Olimpiade - Torneo femminile 4 Walker · 5 Cotton · 6 Marino · 7 Wielens · 8 Compain · 9 Loffhagen · 10 G. Farmer · 11 Tupu · 12 S. Farmer · 13 Ofsoski · 14 Cameron · 15 Kerr · All. Tom Maher | 8°         |
| Nazionale neozelandese - Pallacanestro ai Giochi della XXVIII Olimpiade - Torneo femminile |            |
| 4 Walker · 5 Cotton · 6 Marino · 7 Wielens · 8 Compain · 9 Loffhagen · 10 G. Farmer · 11 Tupu · 12 S. Farmer · 13 Ofsoski · 14 Cameron · 15 Kerr · All. Tom Maher |            |